# كوري ويد
كوري ويد (بالإنجليزية: Cory Wade)‏ هو لاعب كرة قاعدة أمريكي، ولد في 28 مايو 1983 في إنديانابوليس في الولايات المتحدة.

## وصلات خارجية
- كوري ويد على موقع دوري كرة القاعدة الرئيسي (الإنجليزية)
- كوري ويد على موقعبيزبول رفرنس.كوم (الدوري الرئيسي) (الإنجليزية)
- كوري ويد على موقعبيزبول رفرنس.كوم (الدوري الثانوي) (الإنجليزية)
- كوري ويد على موقع إي إس بي إن.كوم (أم.أل.بي) (الإنجليزية)
- كوري ويد على موقع مشجعي الرسوم البيانية (الإنجليزية)